# ابروزردک قهوه‌ای
ابروزردک قهوه‌ای (نام علمی: Elaenia pelzelni) نام یک گونه از سرده ابروزردک است.